# آلام المخاض (فلم)
آلام المخاض (بالإنجليزية: Labor Pains) هو فيلم من إخراج لارا شابيرو وبطولة ليندسي لوهان، كيربي لوقا، شيريل هاينز، وكريس بارنيل. عرض الفيلم في دور العرض الأمريكية في 2009 ولكن صدر قرار بعد ذلك أن يبث على شاشات التلفزيون في يوم الأسرة يوم 19 يوليو، 2009. حصل الفيلم على 2100000 مشاهد.

## وصلات خارجية
- مقالات تستعمل روابط فنية بلا صلة مع ويكي بيانات